# Ernest Petit (botaniste)
Pour les articles homonymes, voir Ernest Petit et Petit.
Ernest Marie Antoine Petit, né le 18 novembre 1927 à Tielt et mort le 20 avril 2007 à Meise, est un botaniste belge, ancien directeur du Jardin botanique national de Belgique.

## Biographie
Ernest Petit naît à Tielt le 18 novembre 1927. Après des études d'agronomie et de botanique à l'université de Louvain entre 1946 et 1951, il effectue toute sa carrière au Jardin botanique national à partir de mai 1953. Il soutient une thèse de doctorat en sciences (botanique) à l'université de Louvain en 1964.
Ernest Petit enseigne de 1971 à 1989 la systématique et la phytogéographie à l'université de Louvain.
Il est directeur du Jardin botanique de 1976 à 1991. Il meurt le 20 avril 2007 à son domicile de Meise.